# جبار قاریاغدی‌اوغلو
جبار قاریاغدی‌اوغلو (ترکی آذربایجانی: Cabbar Qaryağdıoğlu; ۳۱ مارس ۱۸۶۱ – ۲۰ آوریل ۱۹۴۴) خواننده موسیقی فولکلور آذربایجانی بود. او بیشتر بودن اولین خواننده موسیقی مقامی آذربایجانی به زبان ترکی آذربایجانی شهرت دارد. او به عنوان یک خواننده و همچنین به عنوان آهنگسازی مشهور بود، که هم آهنگهای بومی و هم آهنگ‌های ساخته خود را آواز می‌خواند. یکی از آهنگ‌هایش به نام «باکو» در دهه‌های ۱۹۳۰ و ۱۹۴۰ معروفیت بسزایی یافت. جبار قاریاغدی‌اوغلو در جغرافیایی خارج از قفقاز نیز آوازه یافته بود. مهارت و هنر آوازخوانی وی مورد تحسین عزیر حاجی‌بیگف، فیودور شالیاپین، سرگئی یسنین، بولبول، راینهولد گلیر و سایر هنرمندان هم‌روزگار خود قرار می‌گرفته‌است. بین سال ۱۹۰۶ تا ۱۹۰۲ تعدیدی از آهنگ‌های او در اجرای خودش توسط چند شرکت سهامی ضبط صدا در کی‌اف، مسکو و ورشو ضبط شد. در دانشنامه بزرگ شوروی از جبار قاریاغدی‌اوغلو به عنوان بزرگ‌ترین خواننده و کارشناس موسیقی محلی آذربایجانی یاد می‌شود.

## زندگی‌نامه
جبار قاریاغدی‌اوغلو ۳۱ مارس ۱۸۶۱، در خانواده رنگرز در روستای «سیدلر» شوشی در امپراتوری روسیه چشم به دنیا گشود. پدرش، «مشهدی اسماعیل»، سعی می‌کرد پیشه رنگرزی را به جبار یاد دهد و پسرش شغل او را ادامه دهد؛ ولی جبار قاریاغدی‌اوغلو که از دوران کودکی آرزو داشت یک خواننده بشود به حرفه پدرش متوسل نشد.
در نیمه دوم قرن ۱۹ میلادی، اغلب سکنه شهر شوشی به تجارت و صنایع دستی مشغول بودند؛ ولی در شهر تعداد روحانیون نیز بالا بود. پدر جبار، «مشهدی اسماعیل» نیز مردی بسیار متدین بود و به‌طور پیوسته با پسران خود در مراسم‌های مذهبی شرکت داشت. بر خلاف تمام آرزوهای پدرش که می‌خواست پسرش یا شغر او را پیشه کند، یا یک روحانی بشود، جبار تصمیم گرفت خواننده باشد. برادر بزرگ ترش که، یک آوازخوان داوطلب موسیقی بومی بود، نقش مهمی در بروز علاقه شدیدی جبار به موسیقی ایفا کرد.
جبار قاریاغدی‌اوغلو در میان سالهای ۱۸۷۱ الی ۱۸۷۶، در مدرسهای که در آنجا آموزش آوازخوانی دید و نظریه موسیقی و زبان فارسی را فراگرفت، درس خواند. در عنفوان نوجوانی خود، به گروه موسیقی صادق‌جان، سازنده ساز تار نامدار آن روزگار، پذیرفته شد. او که تا ۲۰ سالگی‌اش، عمدتاً در زادگاه خود- قره‌باغ کوهستانی- روی صحنه می‌رفت و آواز می‌خواند، بعدها در دیگر جاهای قفقاز جنوبی نیز شهرت یافت و در سفرهایی به ایران و آسیای مرکزی اجرای کنسر کرد.

## سال‌های بعدی
جبار قاریاغدی‌اوغلو که تا سن ۲۰ سالگی فقط در قره‌باغ مشهور بود، در سال‌های بعدی در جاهایی دیگر معروفیت یافت. سپس با دعوت مقامات ذی‌ربط، در شهرهای باکو، گنجه، شاماخی و آغ‌داش کنسرتهایی اجرا کرد. یک شب در مجلسی که در کاروان‌سرایی در شهرستان آغ‌داش حضور داشت، صادق‌جان شروع به زدن «قره‌باغ شسکتسی»، آهنگ معروف آذربایجانی، کرد و جبار نیز با آوازخوانی خودش او را همراهی کرد. این امر باعث شد، تا مردم هم‌جوار از خواب بیدار بشوند و در مقابل کاروان‌سرا دور هم گرد آمده و به نوازندگی و آوازخانی این هنرمندان اهل شوشی گوش بدهند. به تبع این قضیه، نام او در کشورهای آسیای مرکزی، گرجستان، ایران و ترکیه نیز ورد زبان‌ها شد.
جبار قاریاغدی‌اوغلو اولین خواننده‌ای بود، که موسیقی مقامی را در صحنه های تئاتر و کنسرت می‌خواند. بدین ترتیب، در نمایشی به سرپرستی عبدالرحیم‌بیگ حقوردی‌اف، نمایشنامه‌نویس و مدیر نمایش برجسته آذربایجانی، در سال ۱۸۹۷ در شوشی، جبار قاریاغدی‌اوغلو در صحنه ای تحت عنوان «مجنون در مقابل گور لیلی» که بر اساس مجموعه شعری لیلی و مجنون از نظامی گنجوی تنظیم شده بود، ضمن ایفای نقش، آواز نیز خواند. این اجرا مخاطبان را قویا متأثر ساخت. او در صحنه موسوم به «شیرین و فرهاد» در نمایشی که بر پایه داستان هم‌نام علی‌شیر نوایی و در سال ۱۹۰۰ در شوشی برپا شده بود، در نقش فرهاد اجرای خوانندگی نمود. این خواننده باقریحه در سال ۱۹۰۱ به شهر نفت‌خیز باکو که در آن روزگار در حال تبدیل شدن به یک کانون فرهنگی و اجتماعی در منطقه بود، نقل مکان داد. در این شهر به همراه عزیر حاجی‌بیگف، دیگر موسیقی‌دان پرآوازه آذربایجانی، یک باشگاه فرهنگی در حمه‌شهر بالاخانی باکو راه اندازی کرد، که در سال‌های متعاقب اقدام به اجرای کنسرت‌های خیریه در آن برای کمک به فقیران نمود. این هنرمند آذربایجانی، همراه با بعضی از خوانندگان در سفرهایی به کی‌اف، مسکو و ورشو اجرای کنسرت کرد؛ جاهایی که ضبط وینیل از آوازخوانی‌های او انجام شد. در طی ۲۰ سال کارنامه‌اش، نوازندگانی همچون قربان پریموف در تار و «ساشا اوهانزاناشویلی» در کمانچه او را در اجراهایش همراهی کردند.
جبار قاریاغدی‌اوغلو در سال ۱۹۱۶ در فیلم «Neft və milyonlar sətlənətində» (به فارسی: در قلمرو نفت و میلیونها) ایفای نقش کرد. بعد از استقرار نظام شوری بر آذربایجان، او به امور آموزش و پرورش در آکادمی موسیقی باکو روی آورد و در تالار فیلارمونیک دولتی آذربایجان به عنوان تک‌خوان فعالیت داشت. او در طی کارنامه خود، حدو ۵۰۰ آهنگ و نوای موسیقی محلی آذربایجانی را جمع‌آوزی کرد، که بعدها جزو کتابخانه ضبط صدای آکادمی موسیقی باکو شد.

### معروفیت
از بدوی دهه۱۹۲۰، جبار قاریاغدی‌اوغلو شروع به ایفای نقش فعالی در جامعه کشورش کرد. این خواننده در زمره افراد سرشناسی بود، که نقش مهمی در ایجاد و شکل‌گیری مدارس ملی موسیقی و آموزش و پرورش موسیقی‌دانان جدید از خود نشان دادند. او در کنار اینکه تدریس می‌کرد، به عنوان مشاور در اتاق پژوهش موسیقی آذربایجانی در مدرسه موسیقی نیز فعالیت داشت.
جبار قاریاغدی‌اوغلو که از ایده‌هایی مبنی بر تبدیل موسیقی‌های مقامی به نت حمایت می‌کرد، در این راستا با فکرت امیروف همکاری به عمل آورد. این خواننده برای مدت طولانی به منزله تک‌خوان در تالار فیلارمونیک دولتی آذربایجان شوروی به نام مسلم ماقمایف به فعالیت‌های هنری خود ادامه داد. او کمک‌های فراوانی به راینهولد گلیر در مطالعه اش مرتبط با موسیقی بومی آذربایجانی کرد.
در سال ۱۹۳۴، به همت و ابتکار جبار قاریاغدی‌اوغلو، اتاق تحقیق موسیقی آذربایجانی تحت ریاست بولبول، حدود ۳۰۰ موسیقی فولکلور و تصنیف را ضبط کرد. این آهنگ‌ها را جبار خواند و بولبول صبط کرد.
در ۳۰ مه سال ۱۹۳۵، با حضور ۱۹۰۰ نماینده ۱۷ مردم، المپیاد هنر مردمان قفقاز جنوبی در تفلیس برگزار شد، که جبار قاریاغدی‌اوغلو ۴۷ ساله حائز رتبه اول شد.

## مرگ
جبار قاریاغدی‌اوغلو ۲۰ آوریل سال ۱۹۴۴ در ۸۳ سالگی در باکو درگذشت. او تا آخرین روزهای عمرش یک لحظه هم خوانندگی را ترک نکرد.